# Egide Linnig

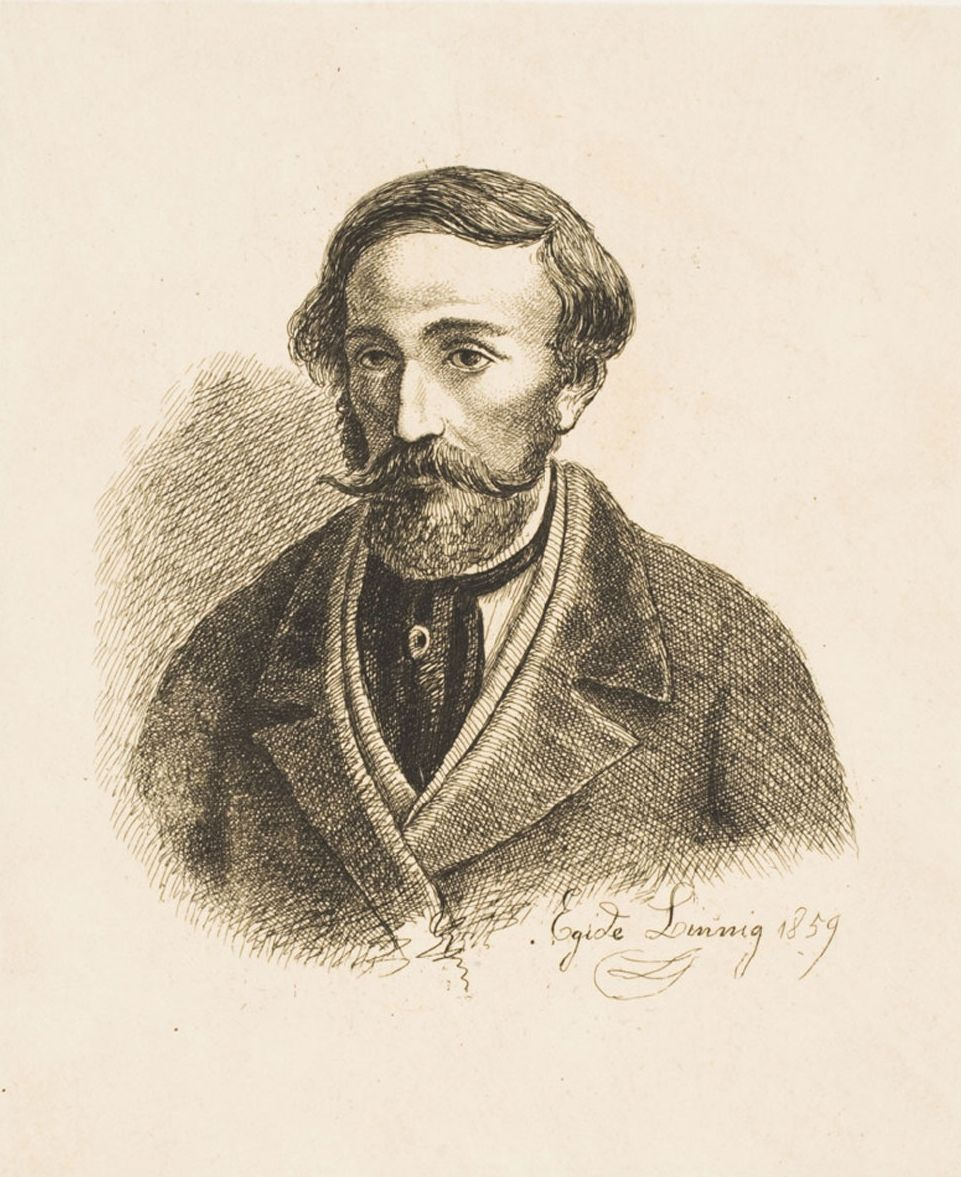
Egide Linnig: Selbstporträt

Egide (Egidius) Linnig (* 25. August 1821 in Antwerpen; † 13. Oktober 1860 Sint-Willebrord) war ein belgischer Marine- und Landschaftsmaler und Radierer.  Er war einer der ersten realistischen Radierer in Belgien.

## Leben
Egide Linnig war ein Sohn des aus Aschbach stammenden Möbeltischlers Peter-Joseph Linnig (1777–1836) und seiner Frau Catherine-Joséphine, geb. Leya. Er erhielt seine Ausbildung an der Antwerpener Akademie, der Koninklijke Academie voor Schone Kunsten, von 1834 bis 1839 bei Matthias Van Bree (1773–1839) und anschließend bis 1842 bei Jacques Van Gingelen (1810–1864).
Im Jahr 1840 zeigte er seine ersten Bilder in Antwerpen beim Driejaarlijks Salon, danach nahm er regelmäßig an Ausstellungen in Belgien und Deutschland teil. Linnig ließ sich in Antwerpen nieder, Studienreisen führten ihn nach Holland (1844), England, Irland und Norwegen (1847). Sein Œuvre umfasst Schiffbrüche, Stürme und Ungewitter auf See, aber auch Blicke auf die Schelde und die flämische Küste.
Linnig starb im Alter von 39 Jahren an den Folgen einer Lungenentzündung.

## Familie
Egide Linnig gehörte zu einer Antwerpener Künstlerdynastie des 19ten Jahrhunderts. Neben ihm gab es noch seine beiden Brüder Jozef Linnig (1815–1891) und Willem Linnig den Älteren (1819–1885), dessen Söhne Willem Linnig den Jüngeren (1842–1890), Egidius Linnig den Jüngeren (1844–1908) sowie Benjamin Linnig (1860–1929), die alle als Maler, Fotograf oder Radierer künstlerisch tätig waren. Schon der Vater Peter-Joseph Linnig war Maler, auch die Töchter von Benjamin Linnig wurden als Malerinnen aktiv.

## Werke (Auswahl)

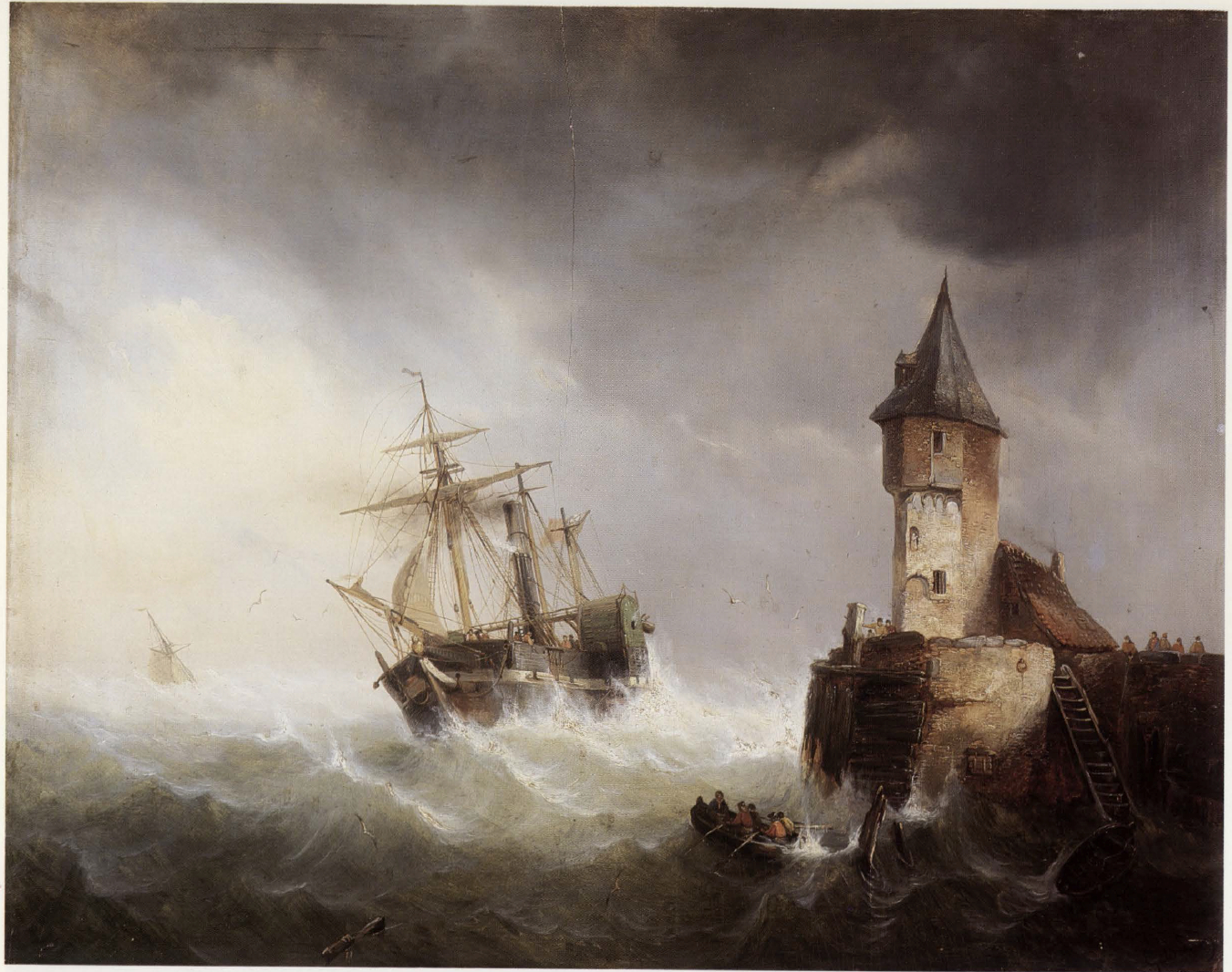
Die ‚Soho‘ läuft ein in die Schelde-Mündung in der Nähe von Vlissingen, 1855

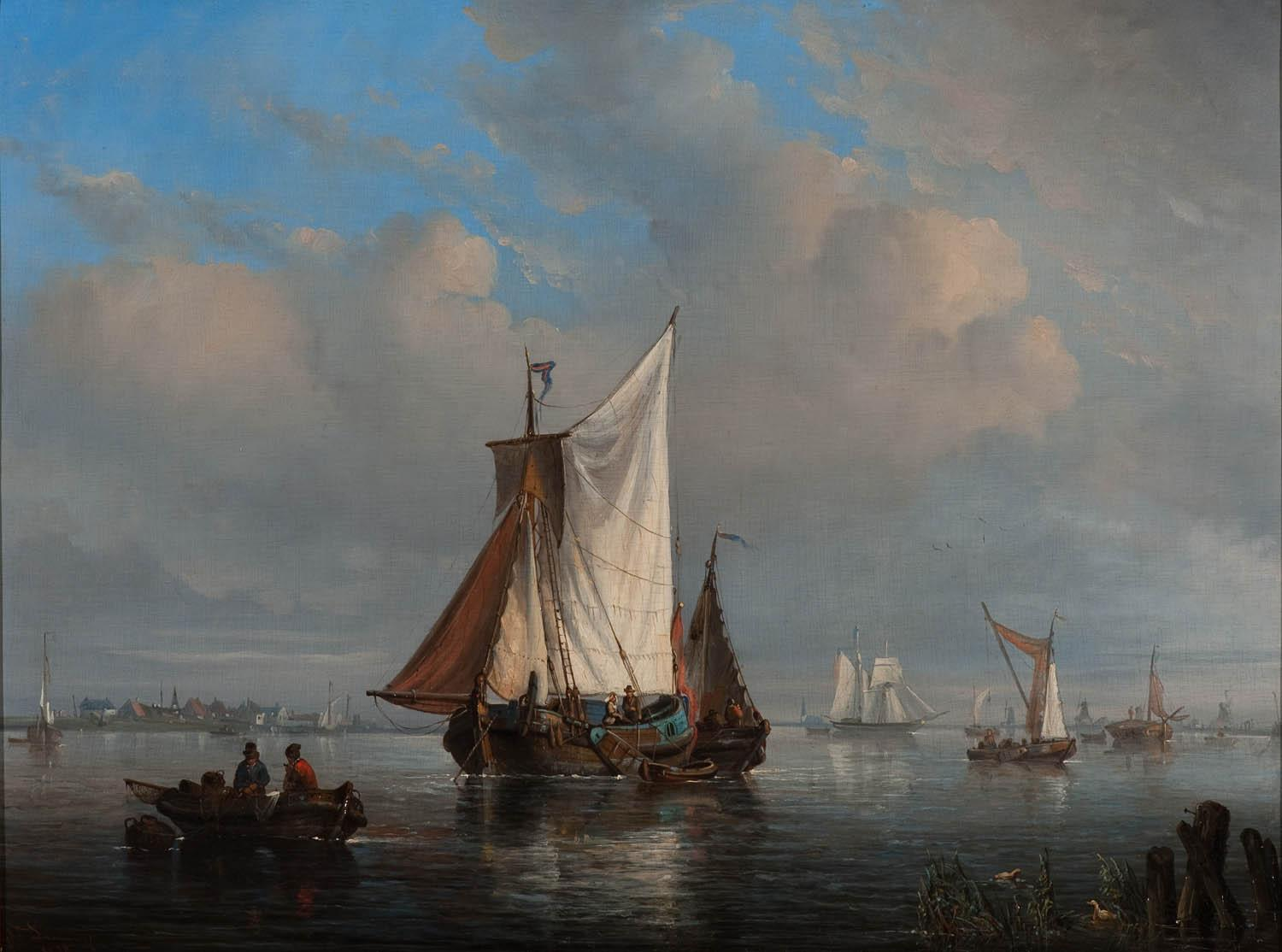
Die Schelde

- Haringvissers bij de Doggersbank. 1840
- De kust bij Zierikzee. 1840
- De Brik „Timor“ schipbreuk lijdend voor de Engelske kust. 1841
- Flussansicht bei Antwerpen. 1849
- Kalfatern eines Schiffes auf der Schelde bei Antwerpen. 1849
- Mondscheinlandschaft in Holland. 1853
- Ansicht von Zyrksee in Zeeland. 1853
- The Barque „Mathilde“ of Boston, WM.Peterson, master, in heavy seas, March 3. 1854.
- Winterlandschaft bei Rotterdam. 1857
- Kalfatern eines Ostindienfahrers im Hafen von Dordrecht. 1857
- Schiffbrüchige im Sturm.
- Blick auf Antwerpen und die Schelde.
- Coastal Scene with the Three-masted Ship „Le Macassar“ Firing a Salute. Radierung[1]